# 名古屋證券交易所
名古屋證券交易所（日语：／ Nagoyashoukentorehikejo）是位于日本愛知縣名古屋市中區榮3丁目3番17号的一個證券交易所，簡稱「名證」（日语：／）。1886年創立，敗戰後於1949年重開，其與東京證券交易所和大阪交易所（兩者為日本交易所子公司）并為日本二大證券交易所。

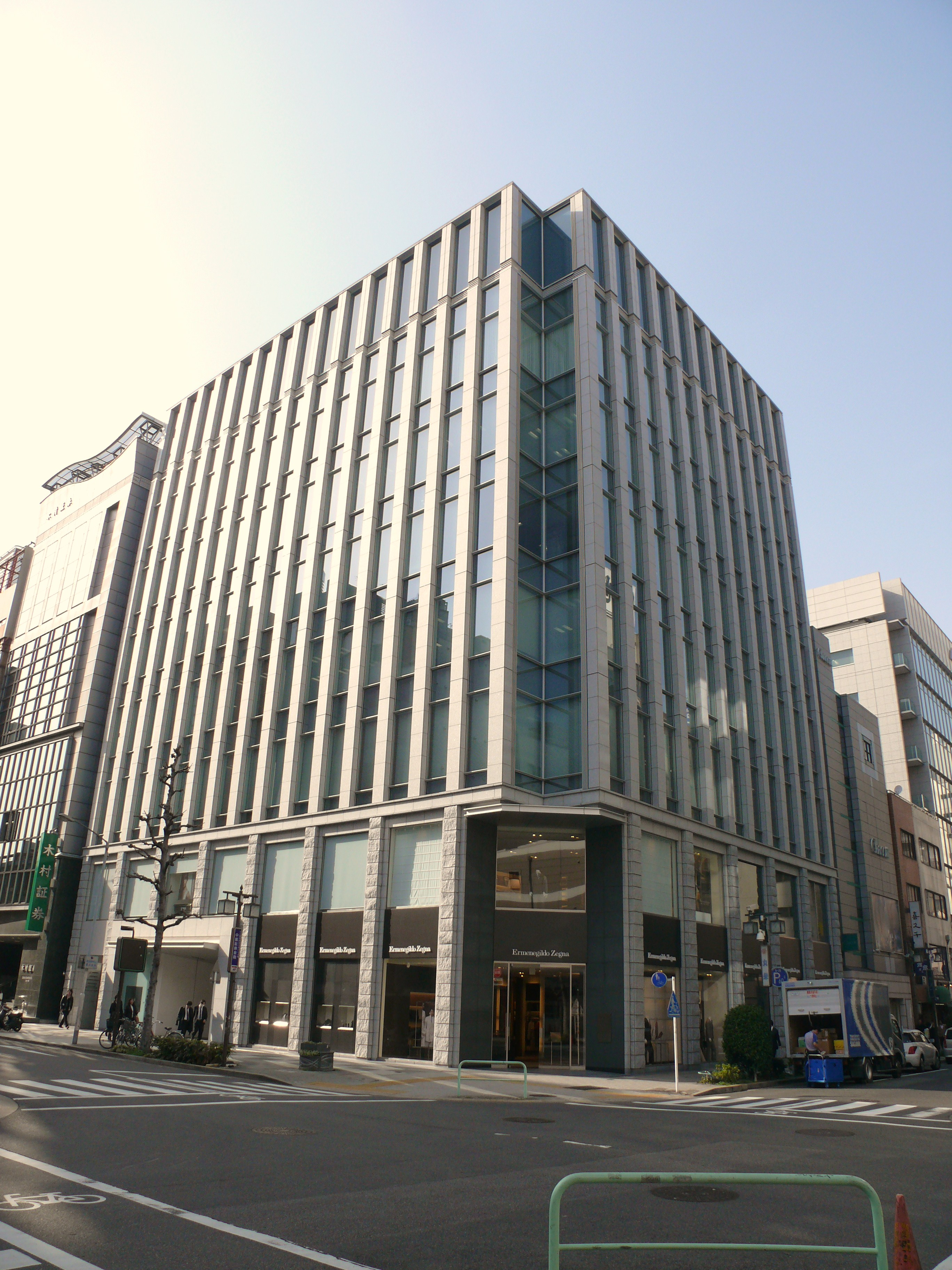
名古屋證券交易所新大樓

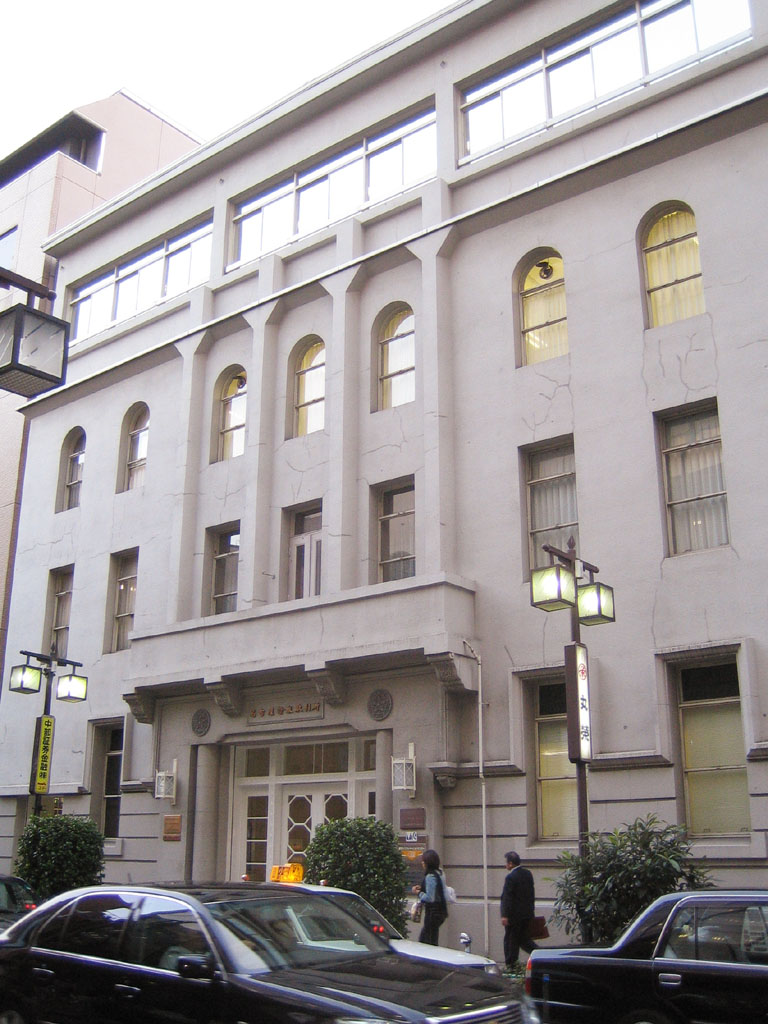
名古屋証券交易所舊大樓

## 交易時間
- 前場 09:00～11:00
- 後場 12:30～15:30